# Близнаков, Веселин
Веселин Близнаков (болг. Веселин Витанов Близнаков; род. 18 июня 1944, Стралджа, Третье Болгарское царство) — болгарский государственный и политический деятель, учёный, медик, доктор медицины (1981),Министр обороны Болгарии (2005—2008).

## Биография
В 1969 году окончил Медицинский университет (София). В 1970 году — курсы по подготовке офицеров запаса. С 1986 года — доцент в области радиационной защиты.
В 1971—1975 годах работал военным врачом в гарнизонах Болгарии. В 1976—1986 годах — научный сотрудник и заведующий лабораторией Национального центра радиобиологии и противорадиационной защиты в Софии. В 1986—1999 годах работал и специализировался по проблемам ядерной энергетики и противорадиационной защиты в Болгарии и за рубежом, руководил секцией по противорадиолокационной защиты Национального центра радиобиологии и радиационной защиты.
В 1999—2001 годах — председатель Болгарского ядерного содружество. Член Управляющего совета Европейского ядерного содружества, председатель научной комиссии. Автор более 70 научных публикаций.
Член Национального движения за стабильность и подъём. Избирался депутатом Народного собрания Болгарии.
Министр обороны Болгарии (2005—2008).